# Chapelle Notre-Dame-des-Prisonniers d'Avoriaz
Ne pas confondre avec l'Église d'Avoriaz dessinée par Jacques Labro
Pour les articles homonymes, voir Chapelle Notre-Dame.
La chapelle Notre-Dame-des-Prisonniers d'Avoriaz est une chapelle catholique française, située dans le département de la Haute-Savoie, sur la commune de Morzine, dans la station d'Avoriaz. L'édifice est labellisé « Patrimoine du XXe siècle » depuis 2003.

## Historique
Après la Seconde Guerre mondiale, les anciens prisonniers et déportés, en exécution d'un vœu, décidèrent la construction d'une chapelle à Morzine sur le site de la future station d'Avoriaz.
La chapelle a été dessinée par René Faublée, les vitraux sont de Janie Pichard, la statue de la Vierge par Frère Albert Berger. La chapelle est inaugurée en 1959.
La chapelle est consacrée à la Vierge, sous le nom de Notre-Dame des Prisonniers.